# Кравченко, Виктор Андреевич (невозвращенец)
Ви́ктор Андре́евич Кра́вченко (укр. Ві́ктор Андрі́йович Кра́вченко; 11 октября 1905, Екатеринослав, Российская империя — 25 февраля 1966, Нью-Йорк, США) — украинский советский государственный и партийный деятель, один из невозвращенцев, ставший известным благодаря своей книге «Я выбираю свободу» и выигранному процессу против французской коммунистической газеты.

## Биография

### Начало жизни
Металлург по образованию. Работал на Донбассе. Вступил в ВКП(б) в 1929 году. Учился вместе с Брежневым в Днепродзержинском металлургическом институте, был его другом.
Во время Второй мировой войны был членом советской закупочной комиссии в Вашингтоне. Там он познакомился с антисталинистами с левым прошлым — меньшевиком Давидом Юльевичем Далиным, его женой троцкисткой Лилией Эстрин-Далин, бывшим троцкистом Максом Истменом, журналистами Исааком Дон Левиным и Юджином Лайонсом. Попросил политического убежища в США. С 1943 жил в США в Нью-Йорке под именем Питера Мартина.

### Процесс — Кравченко против газеты «Les Lettres françaises»
При помощи американского журналиста Юджина Лайонса и переводчицы Станиславского Элизабет Хэпгуд Кравченко написал книгу «I Chose Freedom» («Я выбрал свободу»), которая описывала коллективизацию и голод в СССР и стала серьёзным пропагандистским ударом по Сталину. Во Франции книга была издана 500-тысячным тиражом, как раз тогда, когда Французская коммунистическая партия входила в состав правительства. После того, как французская прокоммунистическая газета «Les Lettres françaises», редактируемая Луи Арагоном, обвинила его во лжи, Кравченко подал на эту газету иск о клевете. Продолжительный судебный процесс, проходивший в 1949 году в Париже, был назван «процессом столетия» из-за своего масштаба. На процессе давали показания сотни свидетелей: со стороны Кравченко выступали свидетели, пережившие советские лагеря, а со стороны коммунистов такие знаменитости, как настоятель Кентерберийского собора, Фредерик Жолио-Кюри и Жан-Поль Сартр. Чтобы опорочить Кравченко, советские власти даже привезли во Францию его жену и сослуживцев, чтобы они дали показания против него. Однако Кравченко выиграл этот процесс благодаря показаниям многочисленных свидетелей из числа беженцев из СССР, представлявших все слои населения (включая вдову репрессированного немецкого коммуниста Гейнца Неймана Маргариту Бубер-Нейман, выданную советской стороной гестапо в 1940 году). Существует мнение, что сам процесс нанёс ещё больший урон советской пропаганде, чем собственно книга Кравченко.

… Я не смешиваю Россию и народ с советским режимом. Сталины и Молотовы приходят и уходят, а Россия пребудет вечно. Я борюсь против советизма, а не против России; я против коммунизма, но не против народа России, русских, украинцев, всех других. … стр. 12

… Кравченко по патриотическим соображениям отказался обсуждать вопросы, связанные с военными действиями Советской России, или раскрывать какие бы то ни было детали, касающиеся её экономики, в особенности всего, что касается вопросов осуществления поставок по ленд-лизу… стр. 22

Коллективизация в Советском союзе представляла собой вторую революцию, более кровавую, более жестокую и варварскую, чем октябрьская, я и мои свидетели это докажем. … стр. 39

… неправда, что всякий народ имеет то правительство, которое он заслуживает! Эта формула верна только для тех стран, где существуют демократические, а не тоталитарные порядки. стр. 243
— 
Многочисленные свидетели — бывшие граждане СССР, оказавшиеся после войны в Канаде, Франции, Германии и других не-социалистических странах — подтверждали описанные в книге факты — массовые репрессии, «чистки», уничтожение крестьян во время коллективизации, широкомасштабное использование рабского труда заключённых, пытки при допросах, сфабрикованные процессы.

### Разорение
Несмотря на свой антикоммунизм, Кравченко оставался социал-демократом и был серьёзно обеспокоен маккартистской «охотой на ведьм». Новая книга Кравченко «Я выбираю справедливость», посвящённая в основном «процессу столетия», не получила и доли той популярности, какая досталась первой. Впрочем, крупные деньги, полученные за многочисленные издания своей первой книги, Кравченко в 1950-е потратил на неудачные проекты организации крестьянской бедноты в коллективные хозяйства на серебряных рудниках в Перу и Боливии — и в итоге разорился.

### Смерть
В 1966 году Кравченко был обнаружен с пулевым ранением в собственной квартире. Перед этим бывшая актриса МХАТа В. П. Булгакова и независимо — бежавшая из лагерей полька сообщили, что его родные погибли в лагерях. По одной из версий, вследствие всего пережитого он стал страдать депрессией и застрелился, так что официально его смерть считается самоубийством. Однако многие исследователи не верят в эту версию и считают, что его убили агенты КГБ СССР.

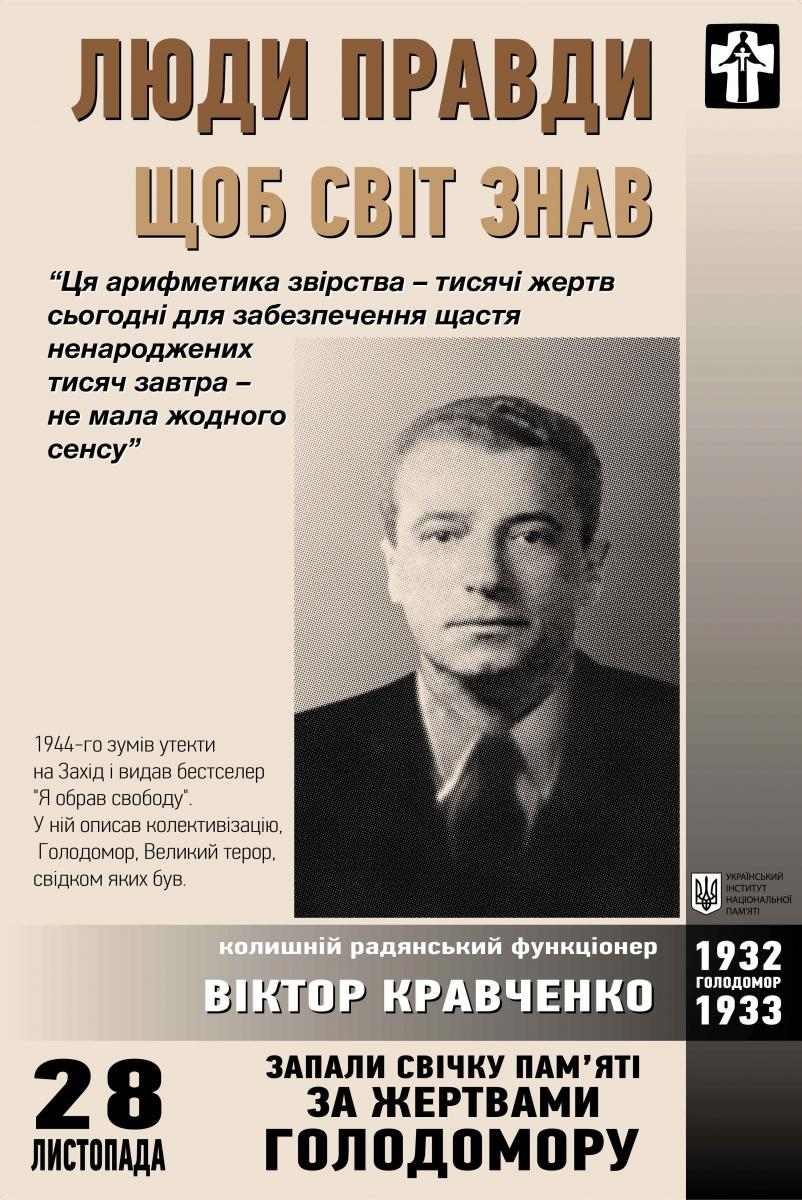

## Память
В 2015 году на Украине выпущен плакат из серии «Люди правды» с портретом В. А. Кравченко.